# Refugio Nacional de Vida Silvestre de Izembek
El Refugio Nacional de Vida Silvestre de Izembek es una zona protegida de 1259 km² del Sistema Nacional de Refugios de Vida Silvestre situada en el extremo suroccidental de la Península de Alaska, entre el Mar de Bering y el Golfo de Alaska, en el estado estadounidense de Alaska. Con una superficie de 1.215 km², la mayor parte del refugio está designada como Área Silvestre, la clase más estricta de áreas protegidas en Estados Unidos. En 2001, el Refugio recibió el estatus de hábitat de aves de importancia mundial por parte de la American Bird Conservancy. El Refugio está catalogado como Categoría IV (Área de Protección de Biotopos y Especies) por la Unión Mundial de la Naturaleza.
El Refugio de Vida Silvestre está ubicado en una cadena de refugios de vida silvestre en la Península que incluye el parque nacional Katmai, el Refugio Nacional de Vida Silvestre Becharof, el Refugio Nacional de Vida Silvestre de la Península de Alaska, el Monumento Nacional y Reserva Aniakchak y el Refugio Nacional de Vida Silvestre Izembek
Al noreste se encuentra el Refugio Nacional de Vida Silvestre de la Península de Alaska, cuya unidad de Pavlof está cogestionada por el NWR de Izembek. En el centro del refugio se encuentra la laguna de Izembek, de 390 km², abierta al mar de Bering, que, junto con sus alrededores, está protegida como Refugio Estatal de Caza de Izembek desde 1960 y fue designada por la Convención de Ramsar en 1986 como el primer humedal de importancia internacional de Estados Unidos.

## Fauna

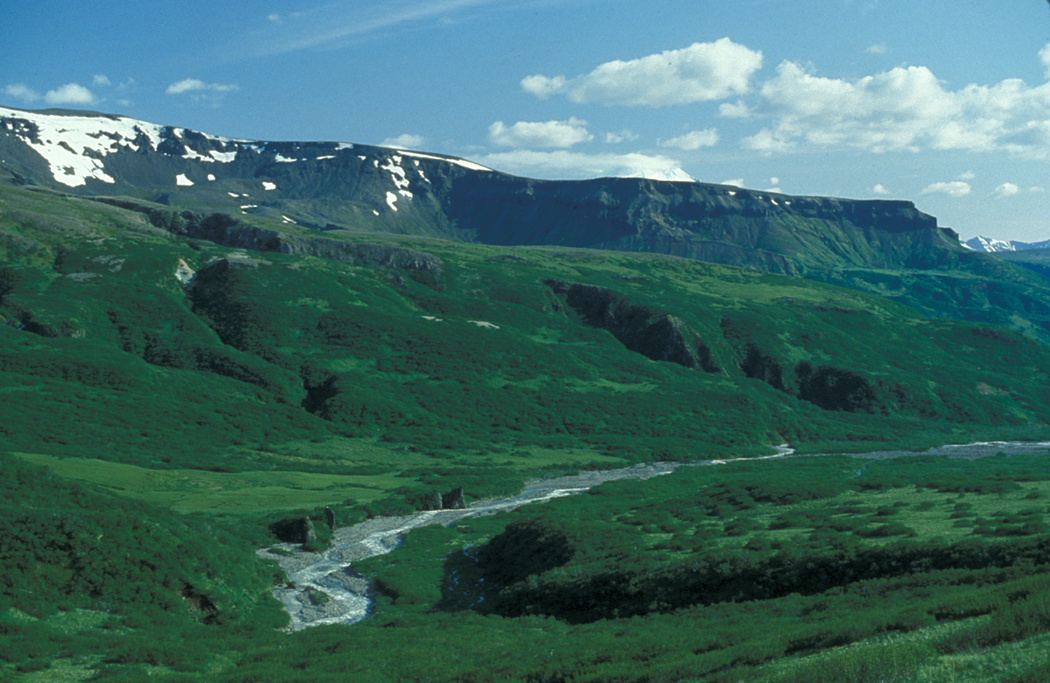
El Lefthand Valley

Los salmones que migran a sus zonas de desove son una importante fuente de alimento para muchos animales del refugio. En el refugio viven mamíferos como el oso pardo, el lobo, el glotón, el alce y renos como los más de 5.000 animales de la manada del sur de la península de Alaska, así como aves zancudas y marinas.
Los mamíferos marinos, como las nutrias marinas, las focas portuarias, las morsas o los leones marinos de Steller, tienen su hábitat en las aguas de la costa del santuario. Orcas, ballenas grises y jorobadas migran por las lagunas y las costas.
Decenas de miles de gansos canadienses y gansos emperadores se reúnen en las aguas salobres poco profundas de la laguna de Izembek durante la migración. En otoño, casi toda la población de ánsares comunes, que ronda los 150.000 ejemplares, llega a la laguna de camino a sus zonas de invernada.
Grandes bandadas de patos de Steller pasan el invierno en el sur de la península de Alaska y en el refugio de Izembek. Catalogada como especie amenazada, los patos dependen de un ecosistema intacto con abundante hierba marina común, que proporciona la laguna de Izembek.

## Historia
La reserva forma parte de Beringia. Los hallazgos arqueológicos de restos de cerámica sugieren que en la zona del actual santuario pudo haber una población de 14.000 habitantes unos 9.000 años atrás. La región fue bautizada en 1827 por el conde Feodor Lutke, miembro de la tripulación de uno de los primeros barcos rusos en la zona, en honor al médico del barco, Karl Izembek.
Durante la Segunda Guerra Mundial, el ejército japonés ocupó varias islas de las Aleutianas exteriores, lo que puso a la región en el punto de mira estratégico militar. En Fort Randell, cerca de Cold Bay, estaban estacionados 20.000 soldados del ejército estadounidense. Tras el final de la guerra, la base fue abandonada y hoy en día sólo unos cuantos barracones ruinosos son testigos de la presencia de las fuerzas armadas. El aeródromo militar de Cold Bay se desarrolló en la posguerra como escala para los vuelos civiles a las islas de las Aleutianas y a Asia.
En marzo de 2009, la Ley de Gestión de Tierras Públicas de 2009 aprobó una ley que, además de otras regulaciones relacionadas con varias áreas protegidas, incluye un intercambio de tierras en Izembek NWR. Para la construcción de un camino de grava de casi 30 km de largo a través de áreas silvestres previamente protegidas, que se ha debatido de manera controvertida durante años, y que se supone que da a los 800 habitantes de King Cove un acceso más fácil al aeródromo de Cold Bay, el estado de Alaska adjudica a la reserva 174 km² adicionales .